# Зовић
Зовић (мкд. Зовиќ) је насеље у Северној Македонији, у јужном делу државе. Зовић припада општини Новаци.
Поред села смештен је манастир Чебрен.

## Географија
Насеље Зовић је смештено у крајње јужном делу Северне Македоније. Од најближег већег града, Битоља, насеље је удаљено 50 km источно.
Зовић се налази у јужном делу високопланинске области Маријово, као једно од најзабаченијих, али и етнички најчистијих делова православног словенског живља на тлу Македоније. Насеље је положено на омањој висоравни, од које се јужно издиже планина Ниџе. Западно од села протиче Црна река, која у овом делу тока прави велику клисуру. Надморска висина насеља је приближно 680 метара.
Клима у насељу је умереноконтинентална.

## Становништво
Зовић је према последњем попису из 2002. године имао 31 становника. 
Претежно становништво су етнички Македонци (100%).
Већинска вероисповест је православље.